# Glycoluril
Glycoluril is een reukloos, wit tot geel kristallijn poeder. Het is weinig oplosbaar in koud water, iets beter in warm water.

## Synthese
De meest gebruikte bereidingsmethode is de reactie van 2 mol ureum met 1 mol glyoxaal. De reactie verloopt in water met een zuur, gewoonlijk zoutzuur, als katalysator.
Glycoluril kan ook bereid worden door de reductie van allantoïne.

## Toepassingen
Glycoluril en derivaten ervan, met name tetrachloorglycoluril en tetrabroomglycoluril, worden gebruikt als biocide in de waterbehandeling, voor het desinfecteren van zwembadwater en bij de slijmbestrijding in de pulp- en papierfabricage.
Glycoluril kan toegepast worden als meststof die langzaam stikstof vrijgeeft.
Glycoluril en derivaten ervan kunnen ge(co)polymeriseerd worden tot harsen die in verven en coatings toegepast worden.
De stof kan met formaldehyde reageren tot de macrocyclische verbinding cucurbituril.
Glycoluril kan met waterstofperoxide geoxideerd worden tot allantoïne.